# Buck O’Neil Bridge
Die Buck O’Neil Bridge, früher Broadway Bridge, ist eine vierspurige Straßenbrücke über den Missouri River in Kansas City, Missouri. Die Stabbogenbrücke aus dem Jahr 1956 führt den U.S. Highway 169 und wird vom Missouri Department of Transportation (MoDOT) betrieben. Das Verkehrsaufkommen lag 2016 bei 34.600 Fahrzeugen täglich. Sie ist benannt nach dem afroamerikanischen Baseballspieler John Jordan „Buck“ O’Neil.

## Geschichte

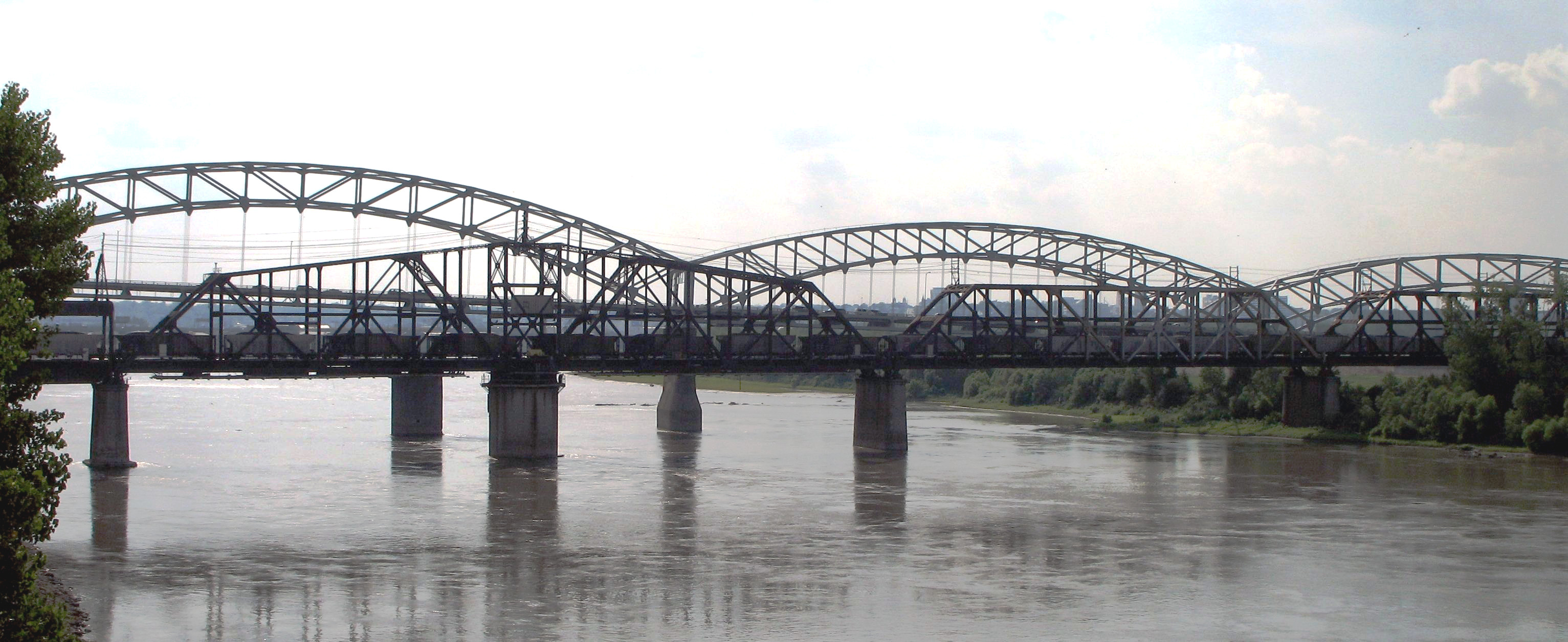
Die Buck O’Neil Bridge 2006 hinter der Hannibal Bridge aus dem Jahre 1917

Die damals noch Broadway Bridge genannte Brücke wurde ab Ende 1954 als Ersatz für die benachbarte Hannibal Bridge gebaut und am 5. September 1956 eröffnet. Die Hannibal Bridge aus dem Jahre 1917 war bis dahin eine Doppelstockbrücke mit einer zweispurige Straßenebene im oberen Bereich, die man später entfernte; die untere Eisenbahnebene wird heute noch von der BNSF Railway genutzt. Zu Ehren des ehemaligen afroamerikanischen Baseballspieler John Jordan „Buck“ O’Neil (1911–2006) wurde sie 2016 in Buck O’Neil Memorial Bridge umbenannt. O’Neil spielte in der Negro American League für die Kansas City Monarchs von 1938 bis 1947 und war später Manager der Mannschaft.
Der zunehmende Wartungs- und Instandsetzungsaufwand der über 60 Jahre alte Brücke veranlasste den Betreiber MoDOT bis 2017 eine Studie zu Überholungs- und Neubauoptionen durchzuführen. Derzeit wird die Finanzierung eines Neubaus über das INFRA-Programm (Infrastructure For Rebuilding America) des Verkehrsministerium der Vereinigten Staaten geprüft, der gegenüber einer Überholung der Brücke zwar teurer, langfristig aber kostengünstiger ist. Das Verkehrsaufkommen lag 2016 bei 34.600 Fahrzeugen täglich, wobei mit einem Anstieg auf 66.000 Fahrzeuge bis zum Jahr 2040 gerechnet wird.

## Lage und Beschreibung

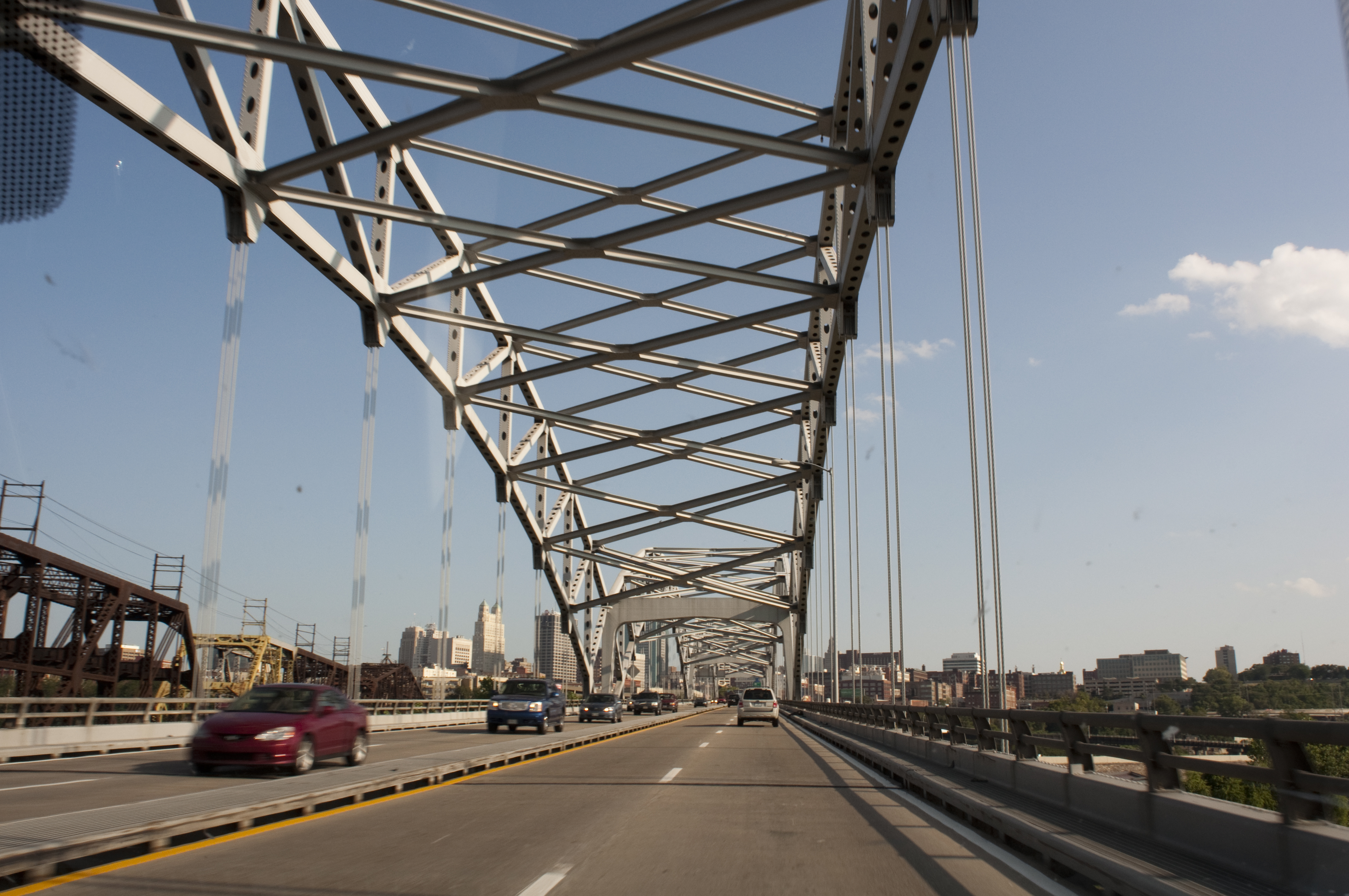
Fahrbahn unterhalb der Fachwerkbögen, im Hintergrund die Skyline des Stadtzentrums von Kansas City, Missouri (Blick nach Süden)

Die Brücke befindet sich etwa 2 km flussabwärts hinter der Mündung des Kansas River in den Missouri River, kurz hinter dem Scheitelpunkt einer Flussschlinge des mäandrierenden Missouri. Der über sie verlaufende U.S. Highway 169 verbindet das Stadtzentrum von Kansas City, Missouri, mit dem Charles B. Wheeler Downtown Airport und mit der nördlich gelegenen Stadt Riverside. Das östlich vom Flughafen liegende North Kansas City ist über den Highway nicht direkt erreichbar, da sich dazwischen ein großer Rangierbahnhof der BNSF Railway (Murray Yard) befindet.
Hauptteil der rund 850 Meter langen Stahlbrücke sind drei 17 Meter breite Stabbogenbrücken von 165, 138 und 137 Meter Länge (von Süd nach Nord), wobei die Bögen als Fachwerke und die Versteifungsträger als Vollwandträger ausgeführt sind. Die sich beidseitig anschließenden Zufahrten sind aus einer Vielzahl von Balkenbrücken mit Spannweiten von 20 bis 38 Metern aufgebaut. Die lichte Höhe der südlichen Stabbogenbrücke über der Schifffahrtsrinne beträgt bei Niedrigwasser etwa 20 Meter und bei Hochwasser etwa 16 Meter.